# Bulgarska Federatsiya Volejbol
Bulgarska Federatsiya Volejbol (bulgariska: българска федерация по волейбол) är Bulgariens idrottsförbund för volleyboll och beachvolleyboll. Förbundet grundades 1947 och har sitt säte i Sofia. Det finns närmare 120 000 volleybollspelare i Bulgarien, vara 10 000 är licensierade (ungefär 60 % män och 40 % kvinnor).
Förbundet har varit medlem av FIVB sedan 1949 och av CEV sedan det förbundet bildades 1973.

## Volleyboll i Bulgarien
Volleybollen kom till Bulgarien kring 1920. Det första kända speltillfället är antingen med brittiska och franska soldater i Veliko Tarnovo 1919 eller på ryska tekniska skolan i Sofia 1922. American College of Sofia och KFUK-KFUM kom att vara viktiga för att sprida sporten i början. Först spelades sporten främst i Sofia, men under senare halvan av 1920-talet började den spelas även i andra större städer. De första stadsmästerskapen hölls i Sofia 1928/1929. AC-23 och Slavia Sofia tillhörde de första klubbarna, framförallt AC-23 var tidigt framgångsrika. 
Den första internationella matchen på herrsidan 1934 då American College of Sofia mötte Robert College från Istanbul, Turkiet. På sidan skedde det första internationella mötet 1937 då ett bulgariskt lag möte ett tjeckoslovakiskt Sokollag. Under förkrigstiden kom sporten att växa till att tillhöra en av de mest populära sporterna efter fotbollen.
1941 bildades SIRT (fullständigt namn på bulgariska: Съюз за игрите с ръчна топка, ungefär förbundet för handbollsspel) som förutom volleyboll även omfattade först basket och senare även andra sporter. De första bulgariska mästerskapen hölls 1942, både för damer och herrar.
Bulgarien spelade sina första landskamper (både på dam- och herrsidan) vid balkaniaden 1946, där de i bägge fallen kom trea. Det bulgariska volleybollförbundet grundades 1947. Den första internationella volleybollturneringen i Bulgarien spelades 1948 då landet var värd för balkan/centraleuropeiska mästerskapen. Förbundet  blev medlem av FIVB 1949. Samma år tog herrlandslaget brons vid det första världsmästerskapet. Sofia var värd för europamästerskapen för både damer och herrar 1950. I bägge fall kom landslaget fyra. Året efter kommer herrlandslaget två, vilket fortfarande (2023) är dess bästa resultat i mästerskapet. I de tidiga mästerskapen tillhörde Bulgariens bägge landslag ofta de främsta lagen. När Sovjetunionens bägge landslag besökte landet för vänskapsmatcher 1954 lyckades Bulgarien vinna bägge matcherna med 3-2. För herrlaget var det Sovjetunionens första förlust.
När de första europeiska klubbturneringarna började spelar i början av 1960-talet tillhörde bulgariska klubbar de mer framgångsrika. VK Levski Sofia vann europacupen 1963/1964 på damsidan, medan VK CSKA Sofia vunnit europacupen tre gånger (2 på damsidan och 1 på herrsidan). Efter en period utan medaljer för landslagen under 1960-talet tog herrlandslaget silver vid VM 1970. Det blev den enda mästerskapsmedaljen under 1970-talet, men det tidiga 1980-talet var mycket framgångsrikt. Bägge landslagen tog medalj vid sommar-OS 1980 och damlandslaget vann EM 1981, vilket är landets enda seniormästerskapsguld. Därefter följde en period av mindre framgångar på seniorsidan till (20)00-talet som innebar flera internationella medaljer. På juniorsidan vann herrjuniorerna junior-VM 1991.